# Cyphostemma caerulans
Cyphostemma caerulans är en vinväxtart som beskrevs av Desc.. Cyphostemma caerulans ingår i släktet Cyphostemma och familjen vinväxter. Inga underarter finns listade i Catalogue of Life.